# Martin Freeland
Martin Freeland, känd under artistnamnen Man With No Name eller MWNN, är en brittisk goatranceproducent och -DJ.
Han började som producent åt popband i mitten av 1980-talet. Han började producera och själv spela techno och acid house.[källa behövs] År 1990 gav han ut technosingeln Way Out West och använde för första gången artistnamnet Man With No Name. Sedan 1994 har han producerat mestadels goatrance.
Andra kända låtar av Man With No Name är  Floor Essence (1995), Low Commotion (1996) och Big Troubles in Outer Space (1998).